# World Cyber Games 2000
I World Cyber Games Challenge o World Cyber Games 2000 sono stati la prima edizione dei World Cyber Games. Si sono svolti dal 7 ottobre al 15 ottobre 2000 a Yongin, Corea del Sud. L'evento ospitava 174 giocatori da 17 Paesi, con un montepremi di 200000 $.

## Giochi ufficiali
- Age of Empires II
- FIFA 2000
- Quake III Arena
- StarCraft: Brood War
- Unreal Tournament

## Risultati
| Gioco                | Gold           | Silver         | Bronze       |
| Age of Empires II    | Jung Myung Jin | Huang Ykuei    | Lee Jae Baek |
| FIFA 2000            | Lee Ji Hun     | Park Jin Hyung | Lee Ro Su    |
| Starcraft: Brood War | GoRush         | I_Love.Star    | NTT          |
| Quake III: Arena     | Fatal1ty       | LakermaN       | ZeRo4        |

## Medagliere
| Nazione       | O | A | B |
| ------------- | - | - | - |
| Corea del Sud | 3 | 2 | 2 |
| Stati Uniti   | 1 | 0 | 1 |
| Taipei cinese | 0 | 1 | 0 |
| Svezia        | 0 | 1 | 0 |
| Paesi Bassi   | 0 | 0 | 1 |